# هانا وينغ
هانا ماتيلدا وينغ، (بالسويدية: Hanna Mathilda Winge-Tengelin)‏ (4 ديسمبر 1838 في غوتنبرغ – 9 مارس 1896 في غوتنبرغ) هي رسامة سويدية راحلة.

## السيرة الشخصية
كانت ابنة كل من الحداد يوهان تيموثيوس تنجلين وآنا ماريا هولتمان، وتزوجت من الفنان مارتين إسكيل ويندي (1825-1896) في عام 1867.
كانت هانا طالبة في JJ Ringdahls målarskola (مدرسة رينغدالز للفنون) في ستوكهولم في عام 1859 ، وفي الأكاديمية الملكية السويدية للفنون الجميلة في الفترة 1864-1867 ، وطالبة عند يوهان كريستوفر بولكلند (1817-1880).
كان أحد أهم الأشكال التي ميزت هانا في فنها هو تصوير الأطفال.
جنبا إلى جنب مع صوفي أدلسبار ومولي روهتليب، كانت هانا المؤسس المشارك لمجموعة أصدقاء الحرف اليدوية، والتي تأسست في عام 1874 بهدف تطوير فن النسيج السويدي. كانت هانا القوة الرائدة في المجتمع، واشتهرت بتصميمها بأسلوب النورس، مثل أنماط التطريز ذات التنانين. استوحى أسلوبها من الفن الإسكندنافي. ومن المجالات الأخرى التي عُرض فيها أسلوبها الإسكندنافي كان منسوجات الكنيسة، حيث انتشرت بعد تصميمها لقماش المذبح في كاتدرائية أوبسالا في عام 1882.